# Pedra do Indaiá
Pedra do Indaiá är en kommun i Brasilien.   Den ligger i delstaten Minas Gerais, i den sydöstra delen av landet, 600 km sydost om huvudstaden Brasília. Antalet invånare är 3 878.
Omgivningarna runt Pedra do Indaiá är huvudsakligen savann. Runt Pedra do Indaiá är det glesbefolkat, med 11 invånare per kvadratkilometer.